# Зоричев, Дмитрий Иванович
Дмитрий Иванович Зоричев (1891, с. Середа, Костромская губерния — 1960, Москва) — советский тифлопедагог и методист. Заслуженный учитель школы РСФСР. «Отличник народного просвещения».
Автор первых советских рельефных географических карт и глобусов для слепых. Автор ряда методических работ по обучению слепых арифметике, географии, иностранному языку. При его участии разработана система английской транскрипции для слепых.

## Биография
Дмитрий Иванович Зоричев родился 9 февраля 1891 года в селе Середа (ныне город Фурманов) — центре Середской волости Нерехтского уезда Костромской губернии, в семье служащего. 
В 1910 году окончил реальное училище в Иваново-Вознесенске, затем Петроградский психоневрологический институт. Работал в губернских отделах народного образования и учился в Московском государственном университете. 
Начиная с 1925 года педагогическая деятельность Д. И. Зоричева была тесно связана с организацией и преобразованием школ для слепых детей. Он явился инициатором максимального приближения программ школ для слепых к программам массовых школ, писал статьи, принимал участие в создании специальных учебников и пособий, стремясь облегчить незрячим усвоение излагаемого материала. Очень важным достижением Д. И. Зоричева в этой области стала разработка рельефных географических карт и глобусов для слепых. Также при его непосредственном участии была разработана система английской транскрипции для слепых. 
Работу по созданию учебных пособий Д. И. Зоричев совмещал с преподаванием в Московской школе для слепых детей. В годы Великой Отечественной войны, в связи с эвакуацией школы, перешёл на работу в Научно-исследовательский институт дефектологии и одновременно был учителем в Болшевской школе для слепых детей.
С 1944 года и до конца жизни Д. И. Зоричев работал в Московской школе для слепых детей учителем литературы и географии. Дмитрий Иванович Зоричев умер 11 июня 1960 года.

## Награды и премии
За долголетнюю и плодотворную педагогическую деятельность Д. И. Зоричев был удостоен почётного звания «Заслуженный учитель школы РСФСР», а также награждён орденом Трудового Красного Знамени, медалью К. Д. Ушинского и знаком «Отличник народного просвещения».

## Сочинения Д. И. Зоричева
- Арифметика в начальной школе для слепых / Д. И. Зоричев. — М.: Учпедгиз, 1934.
- Особенности обучения географии в школах слепых детей: Метод. пособие для пед. ин-тов, пед. техникумов и для преподавателей школ слепых / Д. И. Зоричев. — М.: Учпедгиз, 1934. — 87 с.
- Особенности обучения слепых детей географии: Пособие для учителей школ слепых / Д. И. Зоричев. — М.: Учпедгиз, 1950. — 192 с.
- Работа с глобусом и картой в школе слепых / Д. И. Зоричев // Специальная школа. Вып. 5. — 1960.